# Parchal
Parchal est une commune portugaise, l'une des six freguesias de la municipalité de Lagoa, dans la région de l'Algarve. Située à l'embouchure du fleuve Arade face à la commune de Portimão.